# Charles d'Angennes de Rambouillet
Charles d'Angennes de Rambouillet (Rambouillet, 30 ottobre 1530 – Corneto, 23 marzo 1587) è stato un cardinale e vescovo cattolico francese.

## Biografia
Nacque a Rambouillet il 30 ottobre 1530 nel castello di famiglia, secondo figlio di Jacques d'Angennes (morto nel 1562), signore di Rambouillet, governatore del Delfinato e fratello di Nicolas d'Angennes signore di Rambouillet. La sua formazione non è nota con precisione, ma fu definito uomo di "solida dottrina".
Entrò alla corte francese e gli furono affidati importati incarichi diplomatici. Partecipò al Concilio di Trento. Nel 1568 divenne ambasciatore di Francia presso la Santa Sede.
Il 27 luglio 1556 fu eletto vescovo di Le Mans. Durante il suo episcopato gli ugonotti attaccarono Le Mans e danneggiarono la cattedrale di San Giuliano.
Papa Pio V lo elevò al rango di cardinale nel concistoro del 17 maggio 1570. Il 9 giugno dello stesso anno ebbe il titolo di San Simeone profeta, ma il 20 novembre optò per il titolo di Sant'Eufemia. Partecipò al conclave del 1572, che elesse papa Gregorio XIII. Dal 1578 fu legato in Umbria. Partecipò al conclave del 1585, in cui fu eletto papa Sisto V. Fu governatore di Corneto, l'odierna Tarquinia e risiedette nel palazzo Vitelleschi, che ammodernò, lasciando inciso il suo nome in molte sopraporte.
Morì a Corneto nel palazzo Vitelleschi il 23 marzo 1587 all'età di 56 anni e fu sepolto nella chiesa di San Francesco, nonostante avesse disposto di essere sepolto nella chiesa più vicina, alla quale aveva assegnato un ingente legato. La sua sepoltura sollevò delle dispute, che papa Sisto V risolse con il motu proprio Romanus Pontifex del 18 gennaio 1589, tuttavia gli eredi tardarono a erigere il previsto monumento funebre.